# 李可材
李可材，直隶雄县（今河北雄县）人，清朝政治人物。举人出身。
康熙四十七年（1708年），擔任福建永安縣知縣。康熙五十四年，改任嘉定县知县。